# 澣婦
澣婦（?—?），中国春秋时期秦国大夫百里奚的妻子。

百里奚贫贱时和妻子离散，后来做了秦国上卿。一天，堂上奏乐，家中雇佣的洗衣服（澣）的妇人，表示自己懂音樂，一邊彈琴一邊唱道：
百里奚，五羊皮。忆别时，烹伏雌，炊扊扅。今日富贵忘我为？
百里奚，初娶我时五羊皮，临当别时烹乳鸡。今适富贵忘我为？
百里奚，百里奚。母已死，葬南溪。坟以瓦，覆以柴。舂黄黎，搤伏鸡。西入秦，五羖皮。今日富贵捐我为？
百里奚问她，知道是自己的老妻，于是重新为夫妇。